# Guyencourt-sur-Noye
Guyencourt-sur-Noye è un comune francese di 171 abitanti situato nel dipartimento della Somme nella regione dell'Alta Francia.

## Società

### Evoluzione demografica
Abitanti censiti